# Филаријаза
Филаријаза је паразитско обољење, које изазивају ваљкасти црви из реда Filariidae. Код човека инфекцију изазива осам врста ових паразита: Loa loa, Onchocerca volvulus, Mansonella streptocerca (кожна група), Wuchereria bancrofti, Brugia malayi, Brugia timori, (лимфатична група), Mansonella perstans и Mansonella ozzardi (окултни облик).
Као и код свих ваљкастих црва, животни циклус филарије има 5 развојних фаза, од чега се прве две одигравају док су филарије још у организму вектора (комарци и муве). Они се инфестирају уједом и хране се крвљу човека, а исто тако преносе филарије у организам човека када су у трећем развојном стадијуму. Одрасла женска јединка продукује хиљаде нових ларви.

## Клиничка слика
Симптоми филаријазе зависе од врсте филарије која је довела до инфекције.
Лимфатична филаријаза је последица присуства црва у лимфним судовима и чворовима и манифестује се повишеном телесном температуром, ингвиналном (у регији препона) или аксиларном (у регији пазуха) лимфаденопатијом (увећаним лимфним чворовима), болом у пределу препона или тестиса, љуштењем коже, великим отоком екстремитета или гениталија (елефантијаза) итд.
Тропска плућна еозинофилија се карактерише пароксизималним сувим кашљем, „свирањем“ у грудима, диспнејом (отежаним дисањем), анорексијом, малаксалошћу и губитком телесне тежине.
Микрофиларемија најчешће пролази асимптоматски, а некада се код тежих инфекција јавља грануломатозно запаљење слезине које временом доводи до њене деструкције.
Онкоцеркијаза дуго времена пролази без симптома. Одрасле јединке стварају чворове у поткожном ткиву и ослобађају ларве у околна ткива. Незреле јединке се крећу по телу и могу изазвати различите симптоме: поремећаје вида (од лакших форми до потпуног слепила), осип, лезије, свраб, депигментације по кожи, упалу лимфних чворова итд.
Код лоаијазе се јављају отоци поткожног ткива екстремитета (најчешће око зглобова), што је праћено болом, сврабом и уртикаријом. Ретко може настати компликација у виду менингоенцефалопатије.

## Дијагноза и лечење
Дијагноза се поставља на основу анамнезе, клинчке слике, идентификације узрочника у крви, лимфним чворовима и кожи, серолошких тестова, биопсије коже и патохистолошког налаза.
Током терапије се најчешће даје ивермецтин, који не убија одрасле паразите али смањује број микрофиларија и тако зауставља напредак болести.